# Azacitidină
Azacitidina este un agent chimioterapic utilizat în tratamentul sindroamelor mielodisplazice (SMD) și leucemiei mieloide acude (LMA). Este un analog de citidină (o nucleozidă pirimidinică), acționând ca antimetabolit. Calea de administrare disponibilă este cea intravenoasă (injectabilă).
Decitabina este un derivat de azacitidină.

## Utilizări medicale
Azacitidina este utilizată în:
- sindroame mielodisplazice cu risc intermediar și mare
- leucemie mielomonocitară cronică
- leucemie acută mieloidă

## Mecanism de acțiune
Molecula este fosforilată în celulă la 5-azacitidin-5´-fosfat și este incorporată în moleculele de ARN și ADN, producând molecule nefuncționale, sau inhibă enzime implicate în sinteza bazelor azotate pirimidinice și inhibarea ADN metil-transferazelor. Celulele neproliferative sunt relativ insensibile la acest compus.